# Margaretta tenuis
Margaretta tenuis är en mossdjursart som beskrevs av Harmer 1957. Margaretta tenuis ingår i släktet Margaretta och familjen Margarettidae.
Artens utbredningsområde är Röda havet. Inga underarter finns listade i Catalogue of Life.